# كارون كيتينغ
كارون كيتينغ (بالإنجليزية: Caron Keating)‏ هي مقدمة تلفزيونية وصحفية بريطانية، ولدت في 5 أكتوبر 1962 في فولهام في المملكة المتحدة، وتوفيت في 13 أبريل 2004 في سيفينواكس في المملكة المتحدة بسبب سرطان الثدي.

## وصلات خارجية
- الموقع الرسمي
- كارون كيتينغ على موقع IMDb (الإنجليزية)
- كارون كيتينغ على موقع ميوزك برينز (الإنجليزية)
- كارون كيتينغ على موقع إن إن دي بي (الإنجليزية)
- كارون كيتينغ على موقع قاعدة بيانات الفيلم (الإنجليزية)